# Кильдемоэс, Майя
Майя Ринг Кильдемоэс (дат. Maja Ring Kildemoes; род. 15 августа 1996, Несбю, Фюн) — датская футболистка, выступающая на позиции защитника за женскую сборную Дании.

## Клубная карьера
Майя Ринг Кильдемоэс, родившаяся в Несбю, пригороде датского города Оденсе, начинала заниматься футболом в местном одноимённом клубе, выступая за её юношеские команды (девушек до 15 лет). В 2013 году она перешла в соседний «Оденсе». В ноябре 2016 года она подписал двухлетний контракт со шведским клубом «Линчёпингом», к тому времени действующим чемпионом Швеции. В 2017 году Кильдемоэс провела за эту команду 21 матч и забила 5 голов в рамках чемпионата Швеции, а в 2018 году — 18 игр, но не смогла отличиться ни разу.

## Карьера в сборной
Майя Ринг Кильдемоэс выступала за различные молодёжные сборные Дании (до 17 и 19 лет). За главную женскую национальную команду она дебютировала в сентябре 2015 года, в товарищеском матче против Румынии, проходившем в румынской Могошоае (жудец Илфов). Она заменила Янни Арнт на 69-й минуте и забила первый гол датчанок в матче спустя всего две минуты. Игра завершилась со счётом 2:0 в пользу её команды.

### Голы за сборную
| Гол | Дата             | Стадион           | Соперник | Счёт | Итог | Соревнование      |
| --- | ---------------- | ----------------- | -------- | ---- | ---- | ----------------- |
| 1.  | 17 сентября 2015 | Могошоая, Румыния | Румыния  | 1:0  | 2:0  | товарищеский матч |

## Достижения

### Клубные
- Чемпионка Швеции: 2017[5]